# ثرومبوبلاستين

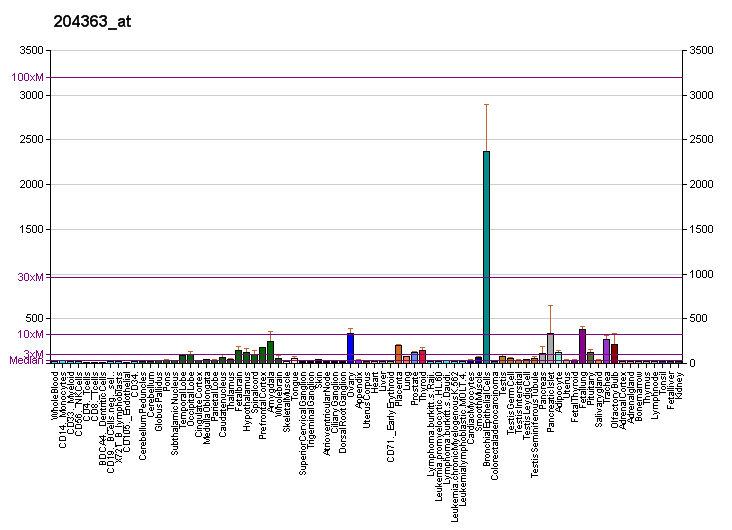

العامل الثالث (بالإنجليزية:  FACTOR III)‏ أو العامل النسيجي (بالإنجليزية: Tissue factor)‏ أو ثرومبوبلاستين (بالإنجليزية: Thromboplastin)‏ هو بروتين في البلازما يساعد في عملية تخثر الدم من خلال تحويل البروثرومبين إلى ثرومبين. حيث يقوم الثرومبوبلاستين بتحويل البروثرومبين إلى الثرومبين بوجود العامل الخامس و السابع و العاشر factor V ,VII ,X,Ca+2 &PHOSPHOLIPID.

## وصلات إضافية
- Thromboplastin في المكتبة الوطنية الأمريكية للطب نظام فهرسة المواضيع الطبية (MeSH).